# Pierre H. Vincent
The Honourable Pierre H. Vincent, PC (* 2. April 1955 in Trois-Rivières, Québec) ist ein kanadischer Politiker der Progressiv-konservativen Partei Kanadas sowie seit 2003 der Konservativen Partei Kanadas, der unter anderem zwischen 1984 und 1993 Mitglied des Unterhauses war sowie 1993 im 24. Kabinett als Minister für Konsumenten- und Unternehmensangelegenheiten und zudem 1993 im 25. Kabinett Kanadas als Umweltminister fungierte. 

## Leben
Pierre H. Vincent nahm nach einem Studium eine Tätigkeit als Rechtsanwalt für Steuerrecht auf. Bei der Unterhauswahl am 4. September 1984 wurde er für die Progressiv-konservative Partei Kanadas im Wahlkreis Trois-Rivières mit 26.843 Stimmen erstmals zum Mitglied des Unterhauses gewählt und übernahm den Wahlkreis von dem bisherigen Wahlkreisinhaber Claude Lajoie von der Liberalen Partei Kanadas, der nach dreizehn Jahren nicht erneut kandidierte. Er gehörte dem Unterhaus nach seiner Wiederwahl mit 29.370 Stimmen bei der darauf folgenden Unterhauswahl am 21. November 1988 bis zur Unterhauswahl am 25. Oktober 1993 an, als er mit 10.950 Wählerstimmen gegen den Kandidaten des Bloc Québécois, Yves Rocheleau, unterlag, auf den 24.927 Stimmen entfielen. In der ersten Sitzungsperiode der 33. Legislaturperiode (1984 bis 1988) war er Mitglied der Ständigen Ausschüsse des Unterhauses für Schätzungen und für Finanzen, Handel und Wirtschaft.
Vincent fungierte im 24. Kabinett von Premierminister Brian Mulroney zwischen dem 1. November 1984 und dem 24. November 1985 zunächst als Parlamentarischer Sekretär beim Minister für nationale Einkünfte Perrin Beatty beziehungsweise ab dem 20. August 1985 Elmer MacKay. Danach bekleidete er zwischen dem 25. November 1985 und dem 7. Mai 1993 den Posten als Parlamentarischer Minister beim Finanzminister Michael Wilson beziehungsweise ab dem 21. April 1991 Donald Mazankowski. Er fungierte zudem zwischen dem 8. Mai 1991 und dem 3. Januar 1993 als Parlamentarischer Sekretär bei Donald Mazankowski in dessen Funktion als stellvertretender Premierminister.
Im Zuge einer Umbildung des 24. Kabinetts übernahm Pierre H. Vincent am 4. Januar 1993 von Pierre Blais das Amt als Minister für Konsumenten- und Unternehmensangelegenheiten und bekleidete dieses Amt bis zum Ende der Amtszeit von Premierminister Mulroney am 24. Juni 1993. Zugleich war er zwischen dem 4. Januar und dem 24. Juni 1993 Staatsminister beim Minister für Indianerangelegenheiten und Entwicklung des Nordens, Thomas Siddon, sowie zeitgleich Mitglied des Sonderausschusses des Kronrates für Privatisierung und regulatorische Angelegenheiten.
Im darauf folgenden 25. Kabinett Kanadas von Premierministerin Kim Campbell bekleidete Vincent zwischen dem 25. Juni und dem 3. November 1993 schließlich das Amt des Umweltministers. In dieser Funktion war er vom 25. Juni bis zum 3. November 1993 gleichzeitig Mitglied der Kabinettsausschüsse für Wirtschafts- und Umweltpolitik und für das Schatzamt sowie des Sonderausschusses des Kronrates.
Nach seinem Ausscheiden aus Regierung und Unterhaus nahm Pierre H. Vincent wieder seine Tätigkeit als Steueranwalt auf. Gemeinsam mit der früheren Abgeordneten und späteren Senatorin Suzanne Duplessis war er Manager des erfolgreichen Wahlkampfes der nunmehrigen Konservativen Partei Kanadas bei der Unterhauswahl am 14. Oktober 2008, die Stephen Harper als Premierminister des 28. Kabinetts bestätigte.